# Ejvind Mørch
Ejvind Mørch (22. februar 1873 i Hillerød – 15. marts 1962 i Fredericia) var en dansk højskolemand og arkitekt. Han var gift med Gudrun Trier og fader til en række kendte personer (se nedenfor).

## Baggrund
Ejvind Mørch var søn af amtsvejinspektør Niels Peter Severin Mørch (1830-1911) og Elsebeth Jacobine Elise Pingel (1836-1911) og stammede fra en familie i Hillerød med nær tilknytning til kredsen omkring præsten og komediedigteren Jens Christian Hostrup. Hans familie var stor, og selv var han nr. 7 i rækken af en søskendeflok på 10, der også talte den senere skolegrundlægger Marie Mørk. I 1889 kom Mørch som 18-årig til Vallekilde Højskole, hvor han både fik et nært forhold til skolens grundlægger og forstander Ernst Trier, der var et fyrtårn i højskolebevægelsen, og til Triers datter, Gudrun, som han i 1893 blev forlovet med.

## Kirkebyggeri
Via sin tilknytning til det blomstrende grundtvigianske miljø i Vallekilde blev Mørch i 1903 gennem præsten Niels Dael og gårdejer Frands Frandsen opfordret til at udarbejde forslag til en valgmenighedskirke i Havrebjerg.
Den 3. februar 1904 blev opførelsen af kirken vedtaget, og den stod færdig til indvielse den 25. september samme år. Kirken blev opført i det væsentligste af Faxekalksten, hvis transport flere af menighedens medlemmer påtog sig.

## Påvirkninger
Ejvind Mørch var som mange af sine samtidige påvirket af Martin Nyrop, der også havde efterladt værker på Vallekilde Højskole i form af øvelseshuset, opført i samarbejde med den derboende bygmester Andreas Bentsen i 1884. Havrebjerg Kirke blev således ikke overraskende præget af den nationalromantiske fortolkning af den norditalienske renæssance tilsat enkelte gammelnordiske stiltræk. I interiøret, der blev udsmykket af Gudrun Trier, er kirken desuden beslægtet med de romanske kirker.
På daværende tidspunkt boede Ejvind Mørch og Gudrun Trier på Hindholm Højskole, hvor Mørch skulle være med til at oprette en håndværkerskole. Gudrun Trier underviste i håndarbejde og vævning. Familien – der blev stærkt forøget år for år – flyttede rundt alt efter hvor der var brug for arkitekthjælp eller undervisning i håndværk. Mens Gudrun Trier og den voksende børneflok boede i Havrebjerg og senere i Ny Holmstrup, var Ejvind Mørch i to somre konduktør for Martin Nyrop ved en om- og tilbygning på Vallekilde Højskole 1905-07, hvorved han selv fik mulighed for at stifte bekendtskab med den beundrede arkitekt.

## Antvorskov
Gudrun Mørch var ikke tilfreds med parrets bolig i Ny Holmstrup, og da hun en dag gik tur ved Antvorskov Slotsruiner blev hun begejstret for lokaliteten. Familien Trier Mørch lejede sig fra efteråret 1907 ind i en gammel gård, Liselund, i Antvorskov. Pastor Niels Dael besøgte også her det kunstneriske par, og det endte med, at Dael købte gården Liselund og oprettede en menighedspræsteskole på stedet.
Det varede et års tid, hvorefter Dael solgte jorden til højskoleforstander Eggert, der nu ville bygge en ny højskole, Antvorskov Højskole. Ejvind Mørch blev leder af håndværksafdelingen og arkitekt for skolebygningen, der blev hans andet store værk. Højskolen på Liselundvej i røde mursten og med hvide, småsprossede vinduer, finurlige murværksdetaljer, pejse og bjælkelofter vidner i endnu højere grad om afsmitningen fra Nyrops fabulerende stil. Mørch var ansat på højskolen indtil 1911, og hans bygning blev nogle år senere, i 1922, respektfuldt udvidet af hans efterfølger på stedet, Johannes Martin Olsen.
Ejvind Mørch blev senere inspektør ved statshospitalet i Nykøbing Sjælland.

## Familie
Parret fik i alt 8 børn:
1. Esther Trier Mørch (9. marts 1900 – 3. december 1963)
2. Erik Trier Mørch (1. marts 1901 – 31. august 1954), kaptajn i Grønlandshandelsen , der var fader til historikeren Søren Mørch
3. Rebekka Trier Mørch (15. oktober 1902 – 1962), hotelmutter i Faxe Ladeplads, gift med Erling Skakke og mor til arkitekt Jon Skakke
4. Ruth Elisabeth Trier Mørch (1904-1973), kvinderetsforkæmper, gift med overlæge Knud Hermann (1906-1977)
5. Troels Trier Mørch (9. august 1906 – 1990), statsskovfoged på Als
6. Ernst Trier Mørch (1908-1994), professor, overlæge, dr.med.
7. Elisabeth (Ibi) Trier Mørch (1910-1980), arkitekt
8. Dea Trier Mørch (15. juni 1918 – 15. november 2008), arkitekt, ikke at forveksle med forfatteren af samme navn

Gudrun Trier døde i 1956 fulgt af Ejvind Mørch i 1962.